# Alexandru Ilie
Mihai Alexandru Ilie (Zărnești, 19 gennaio 2000) è un calciatore rumeno, centrocampista dell'Olimpic Zărnești.

## Caratteristiche tecniche
È un centrocampista centrale.

## Carriera
Cresciuto nel settore giovanile della Juventus Bucarest, debutta in prima squadra il 15 maggio 2018 in occasione dell'incontro di Liga I perso 2-0 contro la Dinamo Bucarest. Nel 2019 viene acquistato a titolo definitivo dal Voluntari.

## Statistiche
Statistiche aggiornate al 17 luglio 2021.

### Presenze e reti nei club
| Stagione        | Squadra              | Campionato      | Campionato | Campionato | Coppe nazionali | Coppe nazionali | Coppe nazionali | Coppe continentali | Coppe continentali | Coppe continentali | Altre coppe | Altre coppe | Altre coppe | Totale | Totale | Totale |
| Stagione        | Squadra              | Comp            | Pres       | Reti       | Comp            | Pres            | Reti            | Comp               | Pres               | Reti               | Comp        | Pres        | Reti        | Pres   | Reti   |        |
| --------------- | -------------------- | --------------- | ---------- | ---------- | --------------- | --------------- | --------------- | ------------------ | ------------------ | ------------------ | ----------- | ----------- | ----------- | ------ | ------ | ------ |
| 2017-2018       | Daco-Getica Bucarest | L1              | 3          | 1          | CR              | 0               | 0               |                    | -                  | -                  |             | -           | -           | 3      | 1      |        |
| 2018-2019       | Daco-Getica Bucarest | L2              | 8          | 0          | CR              | 0               | 0               |                    | -                  | -                  |             | -           | -           | 8      | 0      |        |
| 2020-2021       | Voluntari            | L1              | 18+1       | 0          | CR              | 0               | 0               |                    | -                  | -                  |             | -           | -           | 19     | 0      |        |
| 2021-2022       | Voluntari            | L1              | 3          | 0          | CR              | 0               | 0               |                    | -                  | -                  |             | -           | -           | 3      | 0      |        |
| Totale carriera | Totale carriera      | Totale carriera | 33         | 1          |                 | 0               | 0               |                    | -                  | -                  |             | -           | -           | 33     | 1      |        |